# صالح عويج
صالح عويج  (ولد في 3 يوليو 1909 وتوفي في 22 ديسمبر 1990)، هو شخصية كرة قدم وطبيب أسنان تونسي.

## السيرة الذاتية
يعتبر صالح عويج أطول من ترأس النادي الأفريقي، فقد ترأسه ثلاث مرات: بين 1946 و1950، ثم بين 1954 و1957، وأخيرا بين 1958 و1964. هو في نفس الوقت رئيس النادي الوحيد الذي تحصل على لقب قبل الاستقلال في البطولة (مواسم 1946-1947 و1947-1948)، وكذلك هو أول رئيس للنادي يتحصل على لقب بعد الاستقلال في موسم 1963-1964.

من جهة أخرى، عين بين 1978 و1980 في منصب شيخ مدينة تونس.